# دهنو اسلام آباد (مقاطعة فهرج)
دهنو اسلام‌آباد (بالفارسية: دهنو اسلام‌آباد) هي قرية تقع في ناحية نغين كوير في إيران. يقدر عدد سكانها بـ 534 نسمة.